# Agrostis ushae
Agrostis ushae là một loài thực vật có hoa trong họ Hòa thảo. Loài này được Noltie mô tả khoa học đầu tiên năm 1999.